# Büfett (Speise)

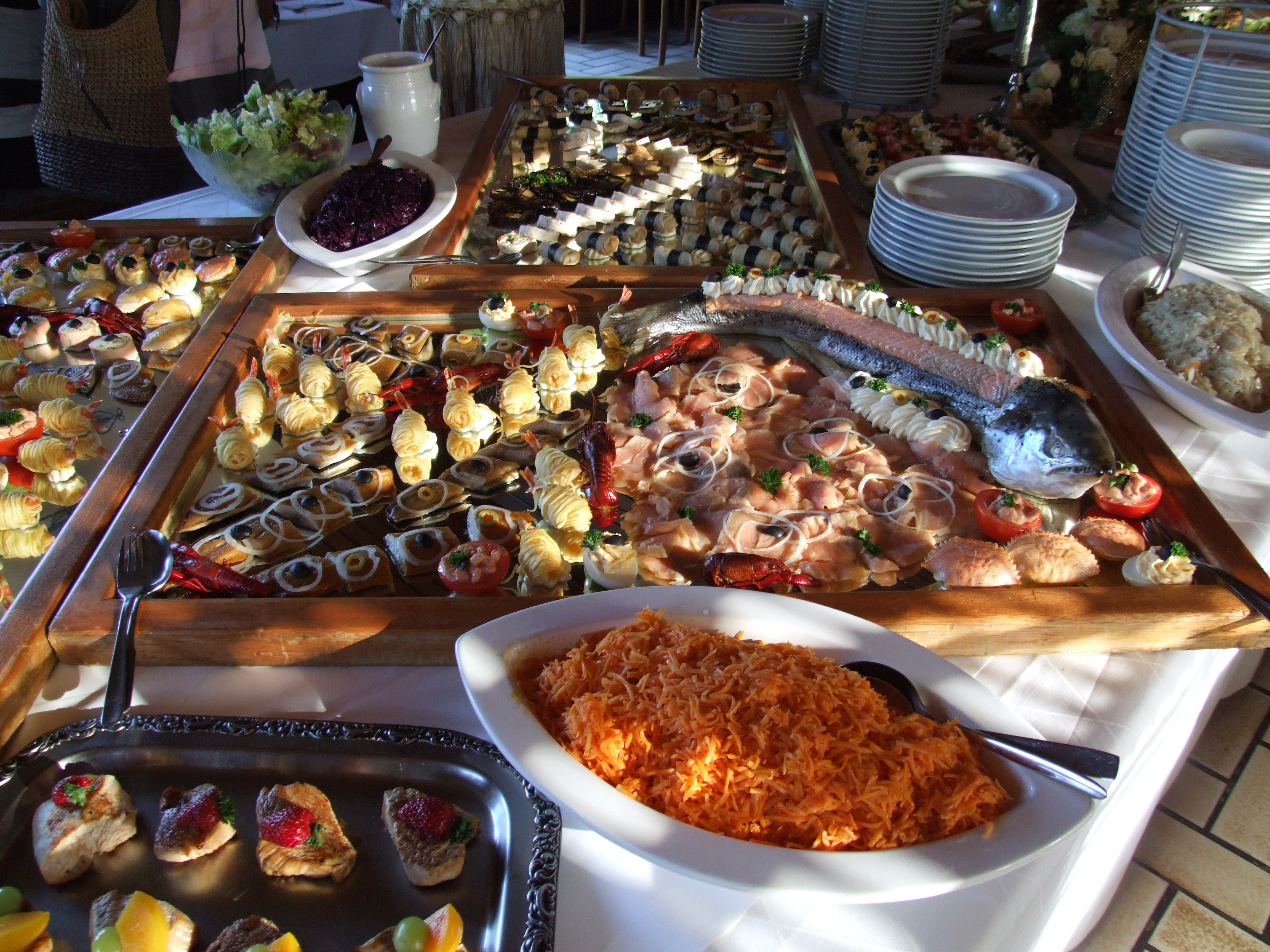
Fischbüfett

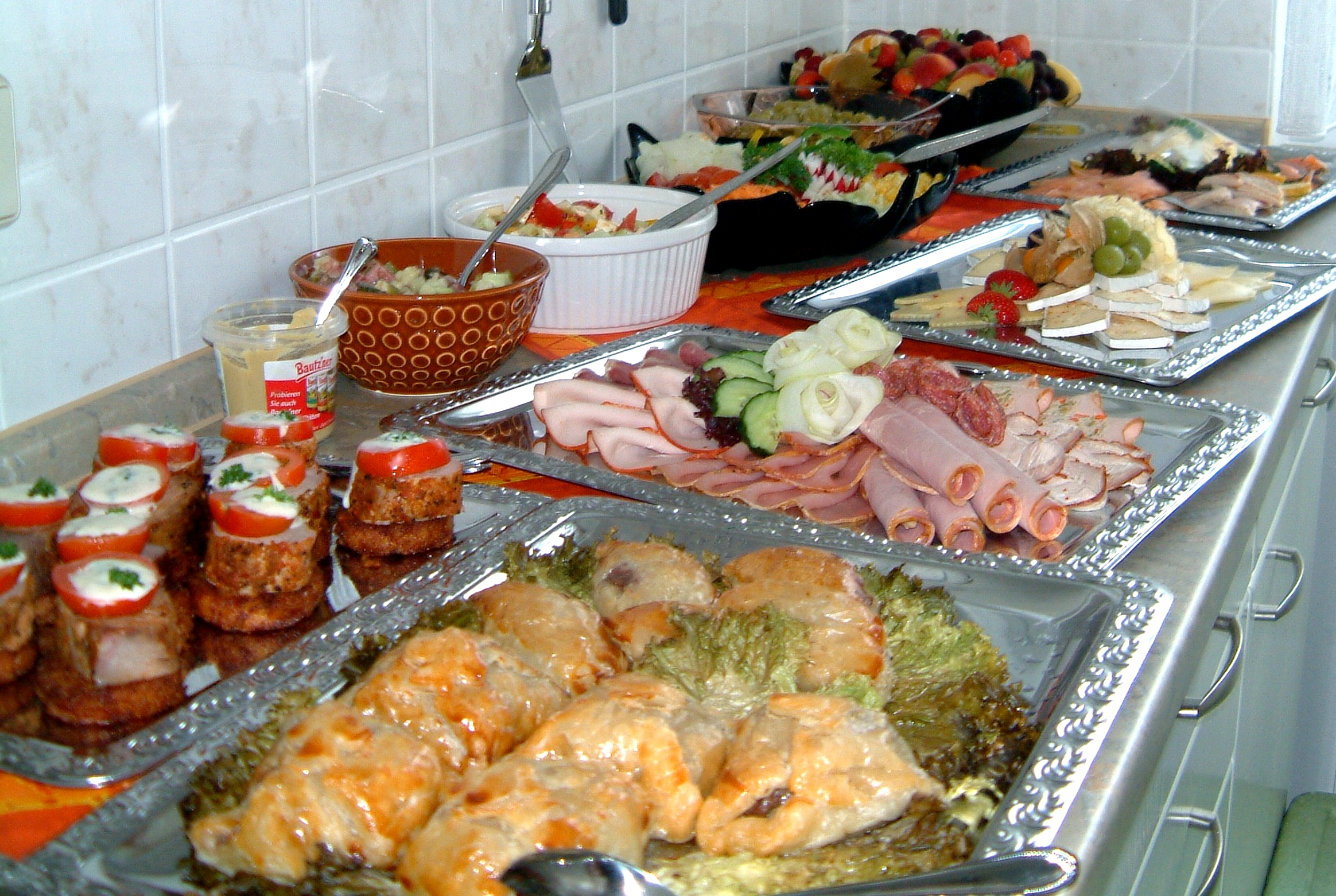
In einer Küche angerichtetes Büfett

Das Büfett [[bʏˈfeː] ⓘ] (auch [[byˈfɛt] ⓘ], österr. u. schweiz. auch Buffet, bes. schweiz. [ˈbʏfe]; aus französisch le buffet, „Anrichte, Theke“) ist in der Gastronomie eine direkte Art der Speisenpräsentation. Statt eine Menüfolge (z. B. Vorspeise, Hauptgericht, Dessert) am Tisch des Gastes zu servieren, werden bei einem Büfett die Speisen auf einer Theke oder einem Tisch aufgetragen, und der Gast kann sich seinen Vorlieben entsprechend selbst bedienen. Neben der Selbstbedienung gibt es noch Teilbedienung am festlichen Büfett (Köche servieren) oder Kombinationen aus À-la-carte- und Büfett-Angebot. Eine besondere Art ist das sogenannte fliegende Büfett ohne Büfettaufbau.

## Arten
Man unterscheidet zwischen Büfetts mit ausschließlich kalten Speisen, Büfetts mit ausschließlich warmen Speisen und kombinierten Büfetts mit kalten und warmen Speisen. Bei kalten Büfetts werden beispielsweise Käse-, Wurst- und Fischplatten, Salate, Backwaren und Butter sowie kleinere kalte Speisen und verschiedene Desserts angeboten. Bei warmen Büfetts werden warme Suppen, verschiedene warme Fleisch- und Fischgerichte oder vegetarische Angebote sowie unterschiedliche warme Beilagen bereitgehalten.
Es gibt mehrere Büfettarten:

### Bankettbüfett
Bankettbüfetts, auch Fest- oder Galabüfetts genannt, zeichnen sich durch besondere Kulinarik aus. Durch optisch ansprechend arrangierte Schauplatten werden Schaueffekte erzielt. Bankettbüfetts werden zu besonderen persönlichen oder geschäftlichen Anlässen gegeben, beispielsweise Silvesterbanketts, Firmenjubiläen, Verlobungen etc. Festbüfetts erfolgen meist mit Teilbedienung. Das aufwendige Sortiment entspricht einer Menüfolge von kalten Speisen.

### Restaurantbüfett
Kalte und warme Büfetts gehören schon seit Jahrzehnten zum Angebot von Hotels, Restaurants, Catering-Betrieben und auch Metzgereien. Dabei kann das Buffet sowohl als Frühstücks-, Mittags- oder Abendessenbüfett als auch als Ganztagesbüfett oder zu bestimmten Anlässen bereitgestellt werden.

### Internationales Büfett und Themenbüfett
Internationale Büfetts werden sowohl den Restaurant- als auch den Bankettbüfetts zugeordnet. Themenbüfetts beschränken sich auf eine begrenzte Auswahl von Speisen (nach vorgegebenem Thema) und das Büfett wird entsprechend dekoriert. Beispiele sind:
- Dänisches Büfett (Bratenplatten, kalte Speisen aus Meereserzeugnissen;  Brotvariationen, Weizenkleingebäck; Bier, Buttermilch; rote Grütze, Marzipangebäck)
- Englisches Büfett (Fleisch, Wild und Geflügel am Stück angerichtet,  Eier- und Käsespeisen, Pies, Würzsaucen, Mixed Pickles, Salznüsse; warme Suppen, Speisen und Süßspeisen)
- Italienisches Büfett (Pizzen, italienische Schinken, Salami, Käse und Salate, Aspikspeisen, frisches Obst, Weißbrot, Minestrone, Nudelspeisen und Mittelmeerfische)
- Smörgåsbord, das schwedische Büfett (Auswahl an marinierten und geräucherten Fischen, Meeresfrüchte, Elchfleisch)
- Russisches Büfett (Sakuski-Vorspeisenbüfett, Kaviar, Lachs, Krustentiere, Spanferkel, Schinken, Pilze, Gemüse, Sekt, Wodka).[1][2]

### Mischformen
Stehbüfetts (engl. stand-up buffet) bieten sich bei großen Festveranstaltungen an, die auf eine Dauer von 1–2 Stunden begrenzt sind. Die Speisen sollen im Stehen bequem verzehrt werden können, sollten mit Cocktailspieß oder mit nur einem Besteckteil verzehrbar sein. Es werden nur Stehtische, aber keine Stühle eingesetzt. Den Service übernehmen meist die Köche, sie bedienen und beraten.
Es können auch nur einzelne Teile aus einer Speisenfolge als Büfett angeboten werden, indem mit dem Speisenservice à la carte beispielsweise Suppenbüfetts, Salatbüfetts, Dessert- und/oder Kuchenbüfetts kombiniert werden.

## Aufbau

### Stationäres Büfett
Bei kleineren Büfetts wird meist asymmetrisch aufgebaut, die Gehrichtung der Gäste erfolgt von einer Seite. Große Büfetts sind oft von der Mitte symmetrisch nach den beiden Seiten aufgebaut. Ein zentraler Blickfang auf dem Büfett kann eine Schauplatte, ein Blumengebinde oder eine Eisskulptur sein. In der Nähe davon stehen die Fisch- und Fleischplatten mit passenden Saucen, dann Vorspeisen und Salate, gefolgt von Käse, Obst und Süßspeisen an den Seiten oder auf Extratischen.
Es gibt unterschiedliche Arten, das Geschirr und Besteck einerseits und die Speisen andererseits im Raum oder auch den Räumen zu positionieren und die Gäste am Büfett entlangzuführen:
- Eine Standardmethode ist die zweifach lineare: Beginnend mit Servietten, Besteck und Geschirr werden die Speisen in der Reihenfolge aneinandergereiht (die Tische stehen dabei nicht unbedingt in einer geraden, aber geschlossenen Linie), in der sie auch bei herkömmlicher Menüfolge serviert worden wären. Die Gäste sind dabei im Prinzip gehalten, sich ebenfalls in einer Reihe anzustellen und das Buffet „abzuschreiten“. Das Verlassen der Reihe ist dabei jederzeit akzeptiert, das Hineindrängen nicht.
- Eine Variante davon stellt die Tische – einzeln oder in Gruppen – von vornherein in einer Art Sägezahn hinter- und nebeneinander, um dadurch deutlich zu machen, dass ein Einstieg in den Ablauf an unterschiedlichen Stellen möglich ist (z. B. Überspringen der Vorspeise).
- Durch eine deutliche (eventuell auch räumliche) Trennung der einzelnen Büfett-Bestandteile wird deren Eigenständigkeit signalisiert, so dass die Gäste ihren persönlichen Vorlieben entsprechend handeln können.

### Fliegendes Büfett
Neben dem stationären Büfett gibt es auch das sogenannte Fliegende Büfett (englisch Flying Buffet) ohne Büfettaufbau und ohne Bestuhlung. Dabei wird Fingerfood nach einer festgelegten Menüfolge auf Tabletts „fliegend“ serviert, die Gäste essen im Stehen. Für ein Flying Buffet sind alle Speisen (Suppen, Salate, Hauptspeisen, Desserts) geeignet, sofern sie mundgerecht und als Miniportionen angeboten werden können. Die aus den USA kommende Angebotsform eignet sich bei beengtem Platz oder besonderen Veranstaltungen wie Eröffnungen von Ausstellungen, Konzerten oder Messen,  ist aber sehr personalaufwendig.

## Zahlungsweise
Für Büfetts wird in der Regel ein Pauschalpreis pro Person erhoben, der sich auf nur eine einmalige Benutzung des Büfetts oder auf eine dauerhafte Benutzung (englisch All You Can Eat, deutsch alles, was du essen kannst) bezieht. Manche Gastronomen nutzen ein besonderes Büfett als Marketinginstrument, um z. B. zu bestimmten Zeiten in Büfettform mehr Gäste zu gewinnen; in der Schweiz wird ein solches Büfett als Buffet à discrétion bezeichnet.
Manchmal müssen die Gäste am Büfett einen Nachweis der Berechtigung erbringen, was durch einen Gutschein, ein Armband, eine Zimmernummer etc. geschehen kann; dies ist häufig in sogenannten All-inclusive-Urlauben der Fall.

## Geschichte
Das Büfett breitete sich im 17. Jahrhundert von Frankreich über den Rest Europas aus. Als Förderer des Büfetts gilt Napoleon, der kein Freund allzu förmlicher Empfänge gewesen sein soll; so geht wohl die Tradition des Stehempfanges (Fingerfood) auch auf ihn zurück. Die kulinarische Versorgung der Gäste auf solchen Empfängen erfolgte im Rahmen eines Buffets. In den Vereinigten Staaten wurde 1946 in Las Vegas das erste All You Can Eat Büfett eröffnet. Während dort bereits seit den 1980er Jahren spezielle Büfett-Restaurant-Ketten existieren, die Speisen ausschließlich in Büfettform anbieten, gibt es derartige Gastronomie-Betriebe in Deutschland erst seit etwa Anfang des 21. Jahrhunderts.

Verschiedene Büfetts
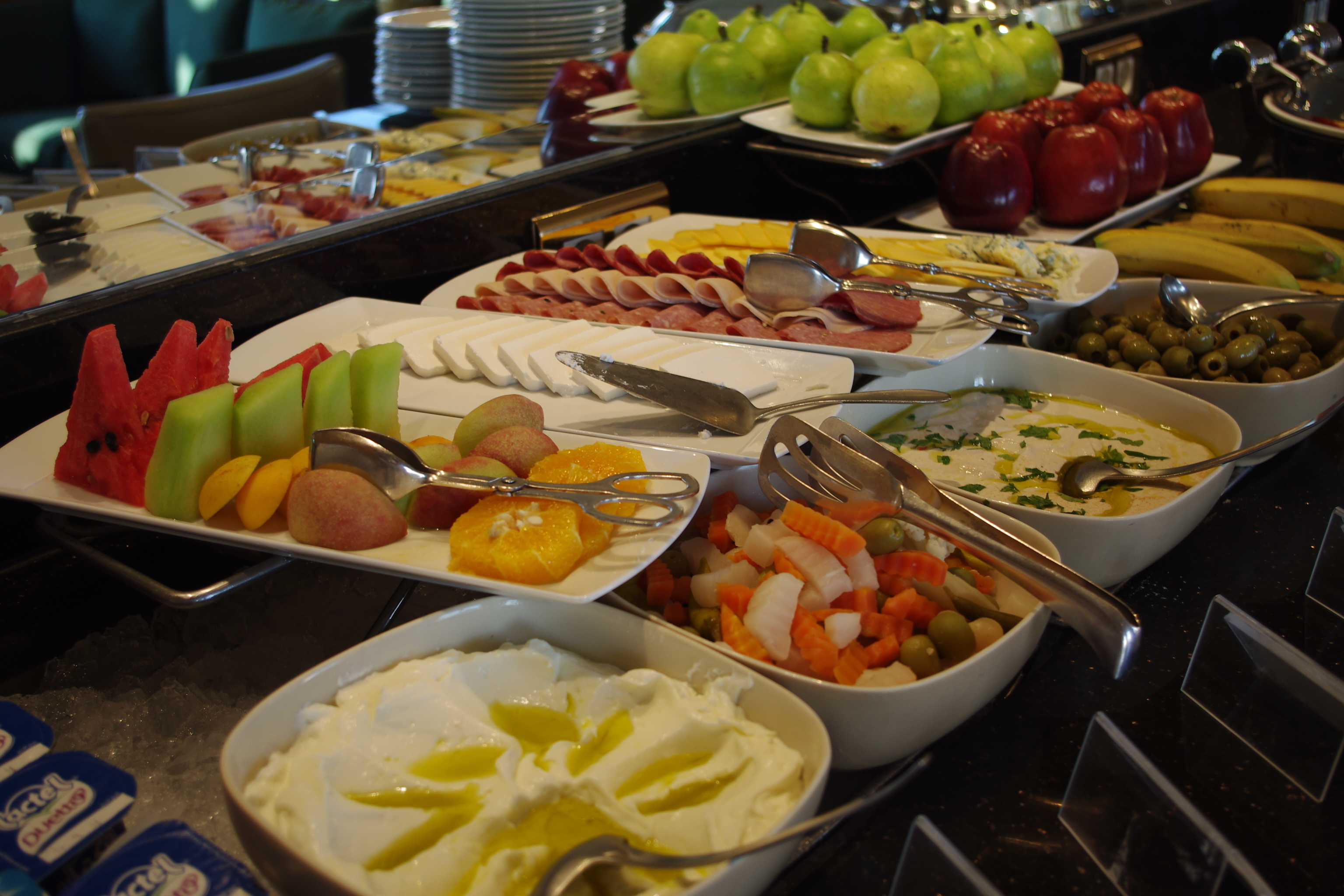
Frühstücksbüfett
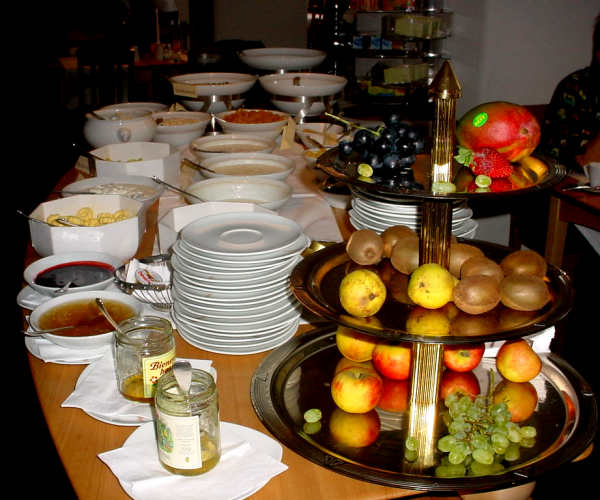
Brunch-Büfett
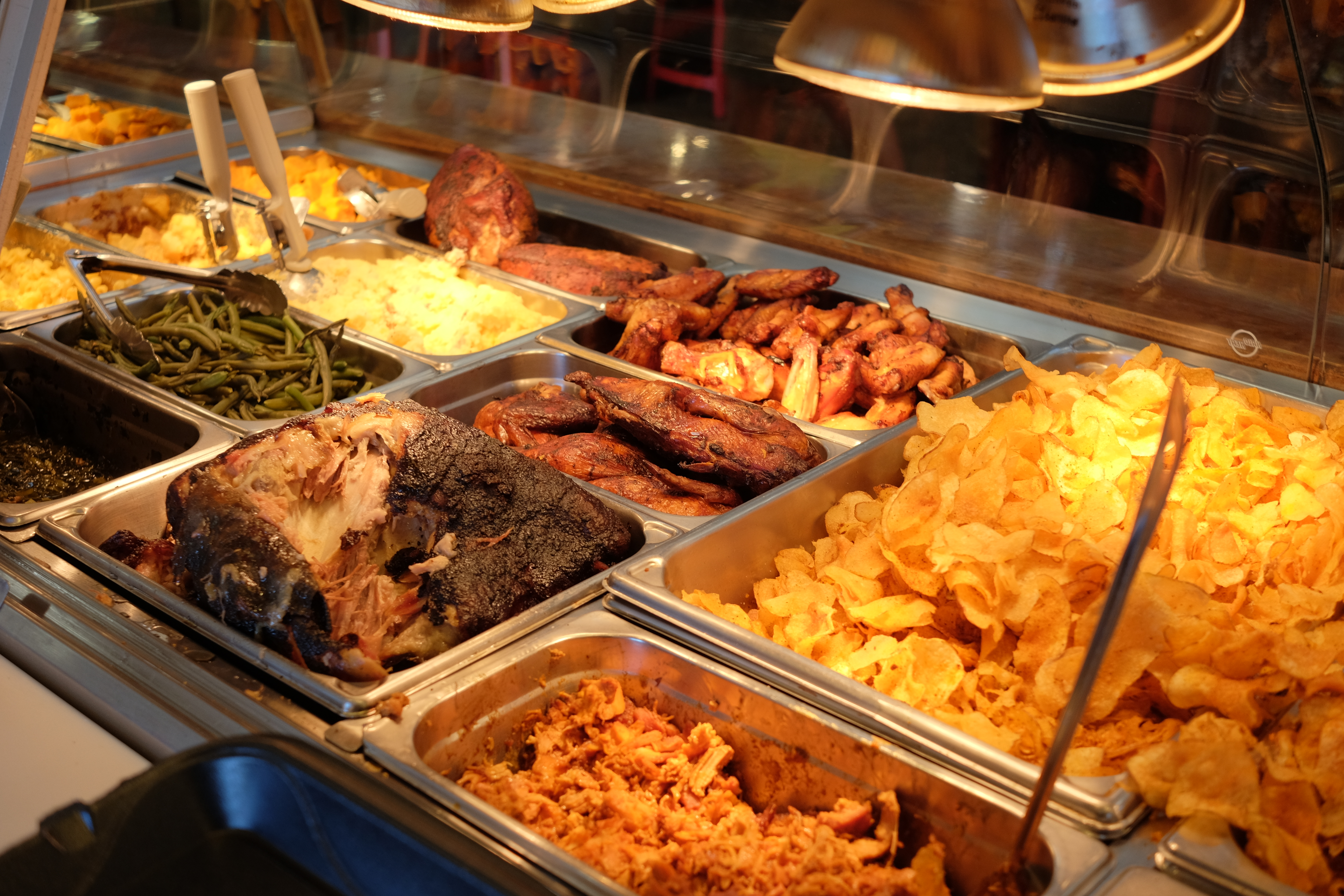
BBQ-Büfett
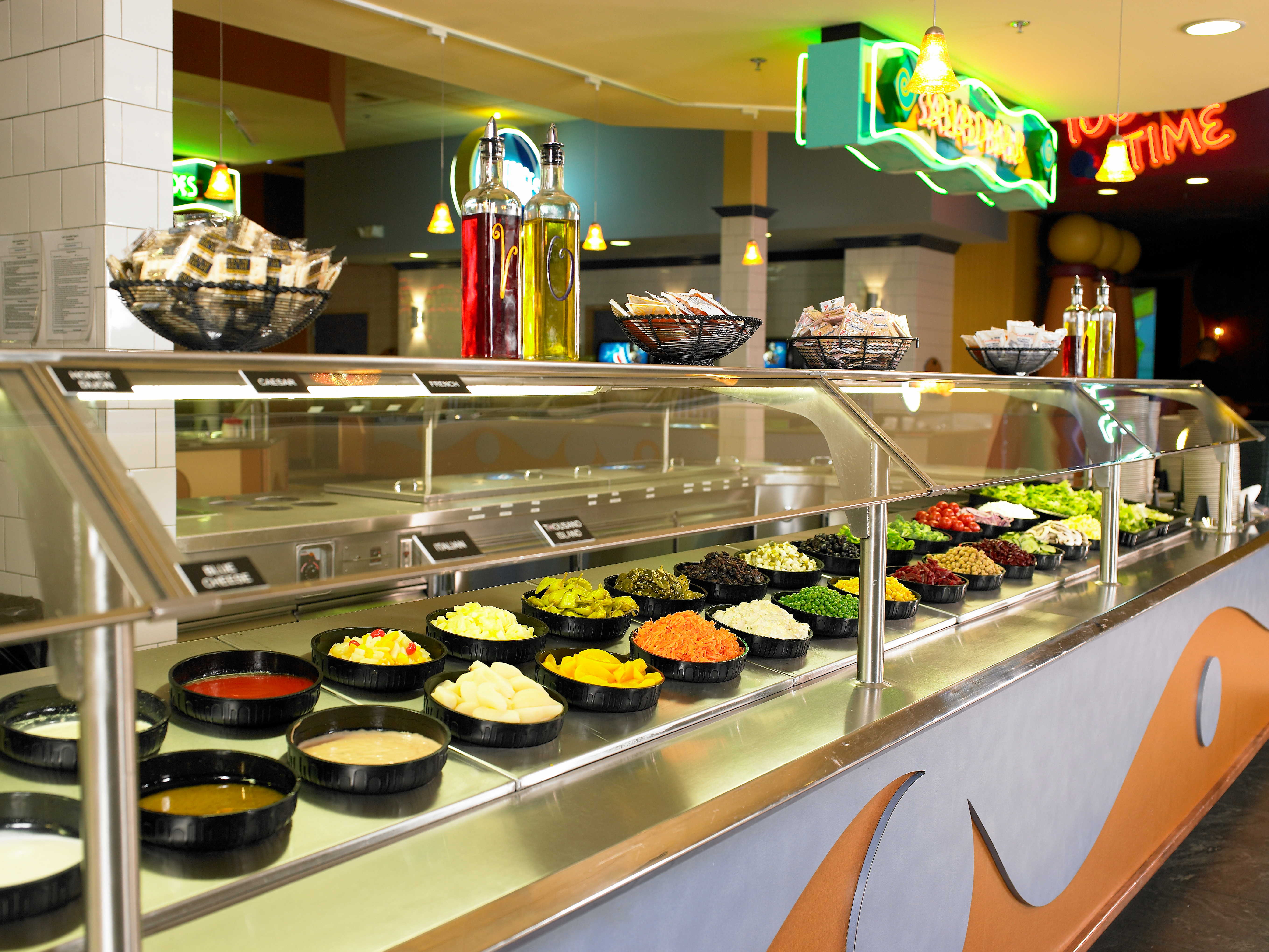
Salatbüfett
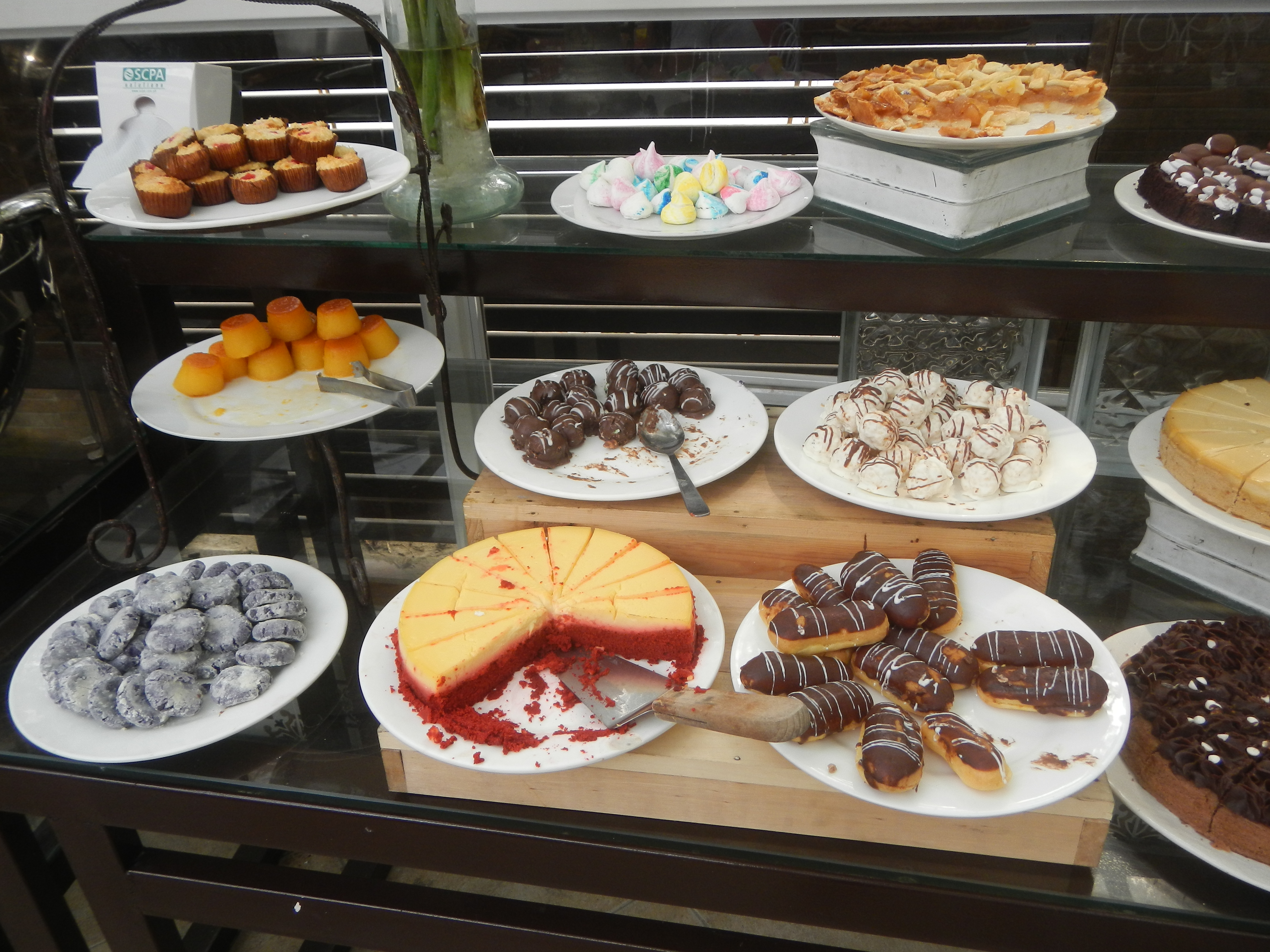
Kuchenbüfett
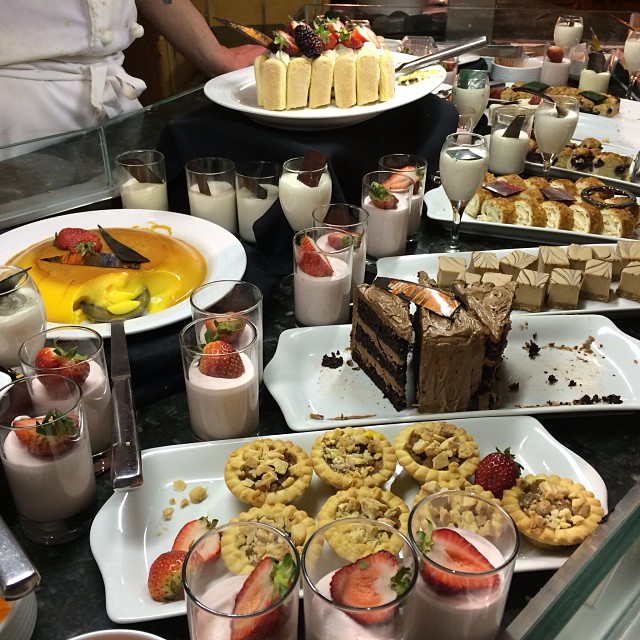
Dessertbüfett